# Савиньи-плац

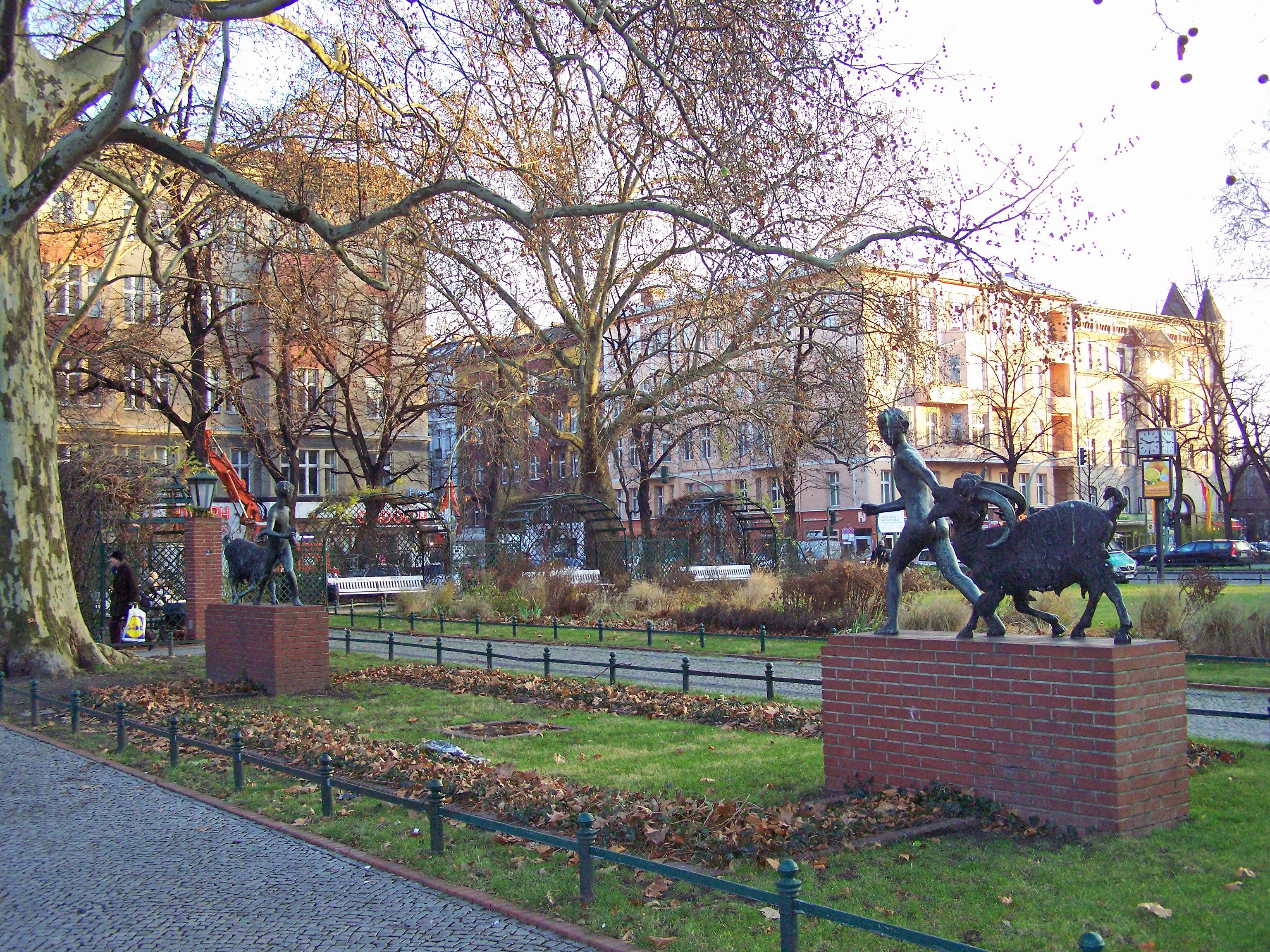
Савиньи-плац

Савиньи́-плац (нем. Savignyplatz) — площадь в берлинском районе Шарлоттенбург.
На площадь Савиньи выходят семь улиц. Савиньи-плац была предусмотрена ещё градостроительным планом Хобрехта 1862 года и получила своё название в 1887 году в честь юриста Фридриха Карла фон Савиньи. Зелёные насаждения на площади Савиньи появились в 1892 году по проекту городского инспектора садов и парков Людвига Неслера. Железнодорожная станция «Савиньи-плац», ныне в эксплуатации Берлинской городской электричкой, открылась в 1896 году. Площадь Савиньи пересекают три улицы, самая крупная из них — Кант-штрассе — делит площадь с запада на восток. Грольман-штрассе ведёт с северо-запада на юго-восток, Кнезебек-штрассе — с севера на юг. С северо-восточной стороны площади улица Кармерштрассе с односторонним движением ведёт к Штайнплац на Гарденберг-штрассе. В 1931 году в северной части площади были симметрично и параллельно Кант-штрассе установлены две одинаковых бронзовых скульптуры «Мальчик с козой» работы Августа Крауса. В южной части площади находится реконструированный в 1987 году киоск работы Альфреда Гренандера 1905 года.